# Quới Thiện
Quới Thiện là một xã thuộc tỉnh Vĩnh Long, Việt Nam.

## Địa lý
Xã Quới Thiện có vị trí địa lý:
- Phía đông giáp xã Nhuận Phú Tân, ranh giới là sông Cổ Chiên.
- Phía tây giáp xã Quới An, ranh giới là sông Cổ Chiên.
- Phía nam giáp các xã Trung Ngãi, Thành Thới và Nhị Long, ranh giới là sông Cổ Chiên.
- Phía bắc giáp các xã Cái Nhum, Vĩnh Thành và Hưng Khánh Trung, ranh giới là sông Cổ Chiên.

Quới Thiện nằm trên Cù Lao Dài thuộc sông Cổ Chiên. Xã quanh năm được bồi đắp phù sa màu mỡ, xanh mướt với những vườn trái cây đặc sản.
Xã Quới Thiện có diện tích 46,95 km², dân số năm 2025 là 26.240 người, mật độ dân số đạt 558 người/km².

## Lịch sử
Ngày 16 tháng 6 năm 2025, Ủy ban Thường vụ Quốc hội ban hành Nghị quyết số 1687/NQ-UBTVQH15 về việc sắp xếp các đơn vị hành chính cấp xã của tỉnh Vĩnh Long năm 2025. Theo đó, sắp xếp toàn bộ diện tích tự nhiên, quy mô dân số của xã Quới Thiện và Thanh Bình thành xã mới có tên gọi là xã Quới Thiện.
Sau khi sáp nhập, xã Quới Thiện có 46,95 km² diện tích tự nhiên và dân số 26.240 người.

## Hành chính
Xã Quới Thiện được chia thành 8 ấp: Bình Lương, Phú Thới, Phước Bình, Phước Lý Nhì, Phước Lý Nhứt, Phước Thạnh, Rạch Sâu, Rạch Vọp.

## Kinh tế

### Nông nghiệp
Trước đây Cù Lao bị ngập nước nên người dân chỉ trồng lúa và lát. Ngày nay, nhờ có sự đầu tư xây dựng hệ thống đê bao, Qưới Thiện trở thành vùng sản xuất nông nghiệp với những mặt hàng nông sản như trái cây ngon, cá da trơn, tôm nước ngọt… Phần lớn diện tích cù lao đã chuyển sang chuyên canh trồng cây đặc sản như bòn bon, măng cụt, sầu riêng, chôm chôm.....Tuy nhiên, việc nuôi cá da trơn, chăn nuôi gia súc đã làm ô nhiễm nghiêm trọng nguồn nước tại đây. Việc khai thác cát được hợp pháp hoá cũng góp phần xói mòn 2 bờ sông.

## Văn hóa

### Tôn giáo
Phật giáo, Tín ngưỡng truyền thống, Phật giáo Hòa Hảo, Công giáo.

## Hình ảnh

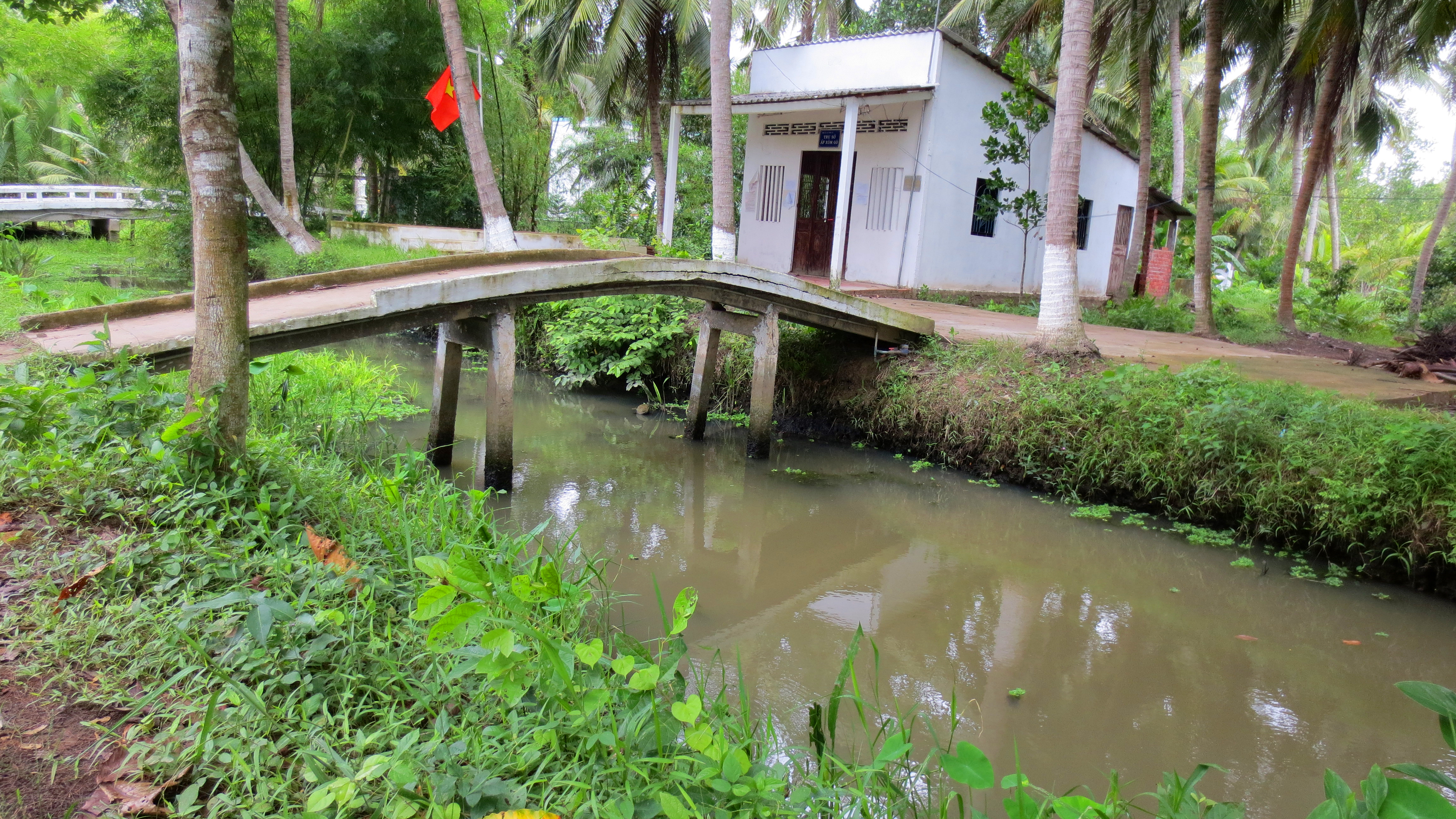
Nhà người dân trên xã

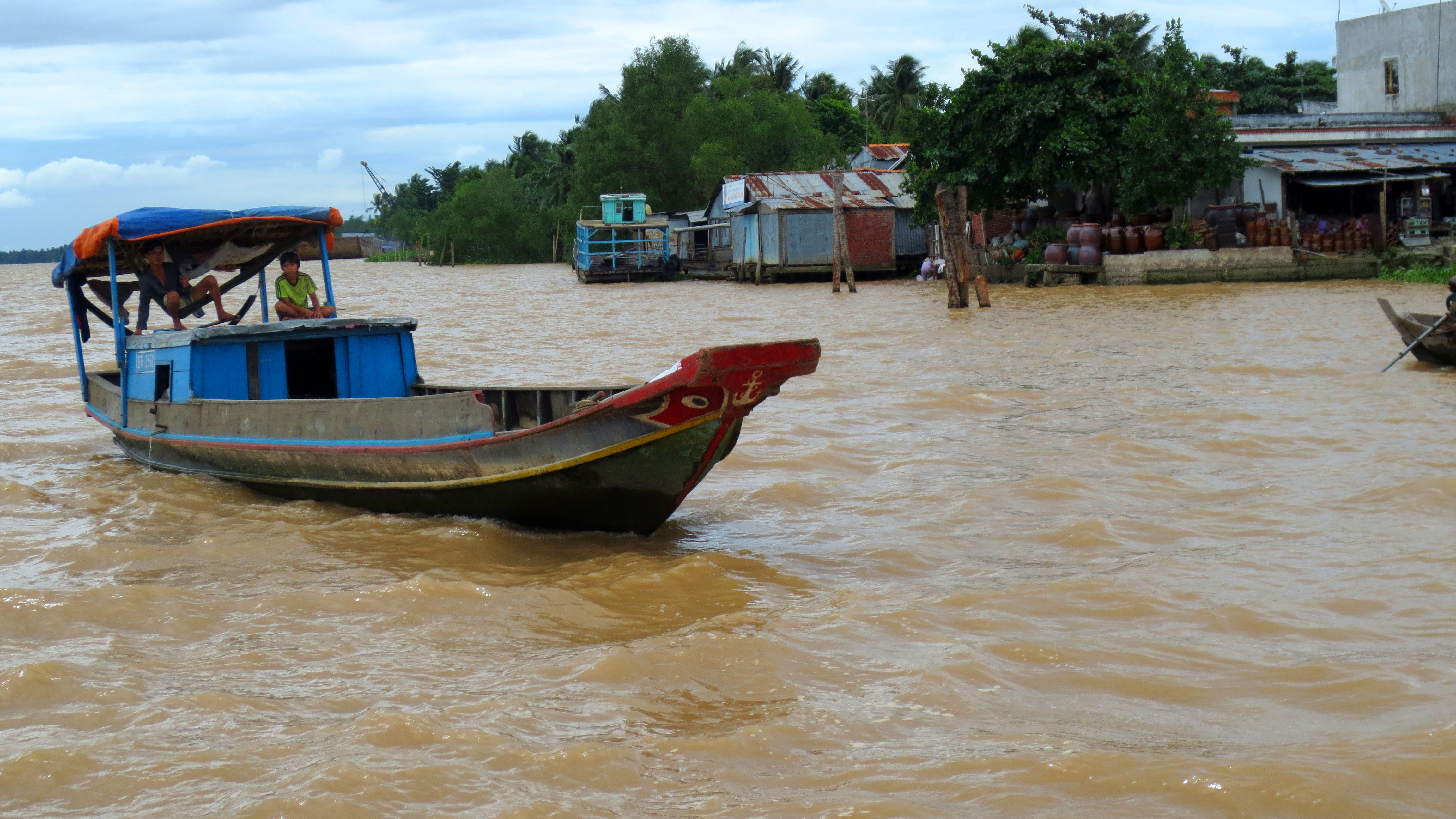
Một chiếc ghe buôn

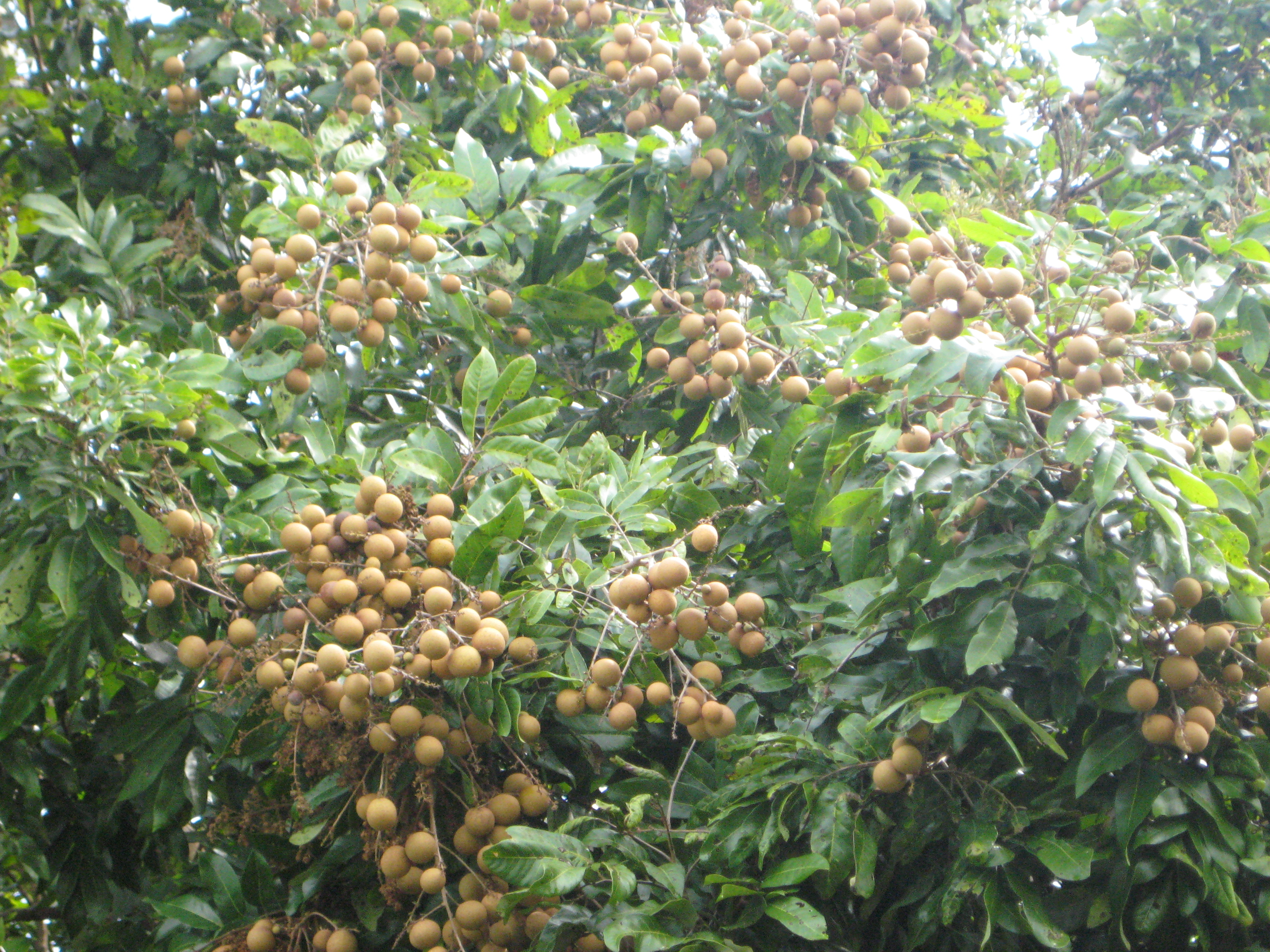
Vườn nhãn Ông Chín Điểm

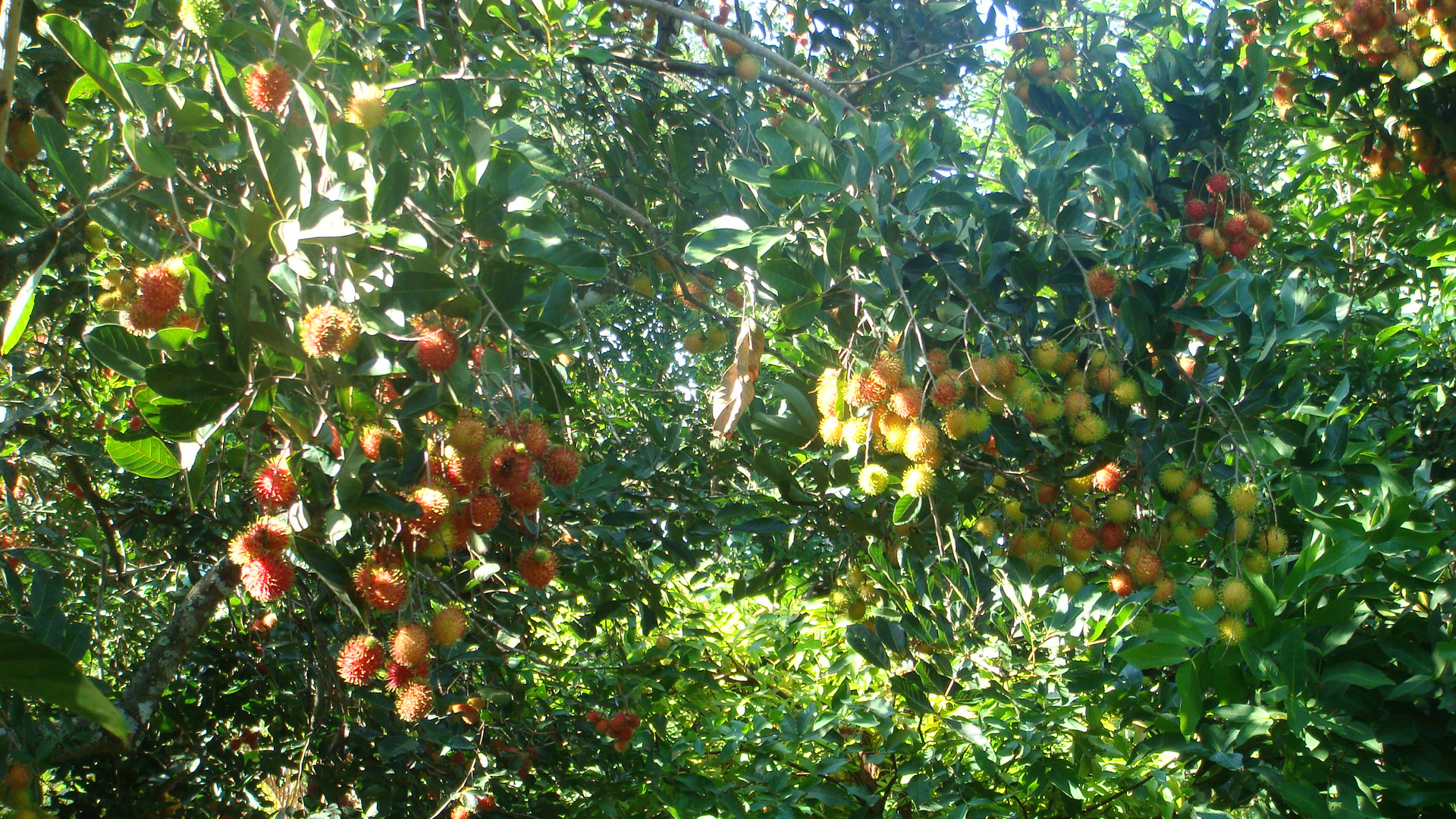
Vườn chôm chôm Ông Chín Điểm